# Мавзолей Шах-Черах
Мавзолей Шах-Черах (перс. شاه چراغ‎, англ. Shah Cheragh) — одна з пам'яток іранського міста Шираз, усипальниця братів імама Рези — Ахмеда та Мухаммеда. Збудована в XIV столітті. 

## Історія
Збудований у XIV столітті в часи правління імператриці Таші Хатун. У перекладі з перс. شاه چراغ‎ означає «Король світла». Місце отримало таку назву від Аятолла Дастахіб, який побачив здалеку світло. Підпливши до джерела світла виявив, що це була розрита могила на кладовищі, у якій знаходилось тіло в обладунках. На руці виднілося кільце з надписом «al-‘Izzatu Lillāh, Ahmad bin Mūsā» (укр. Честь належить Богу, Ахмед, син Муси). Таким чином стало відомо, що поховані сини Муса ібн Джафара.